# Manzana Cuarta de Santa Cruz Tepexpan
Manzana Cuarta de Santa Cruz Tepexpan är ett samhälle i Mexiko, tillhörande kommunen Jiquipilco i den nordvästra delen av delstaten Mexiko. Orten hade 4 759 invånare vid folkräkningen 2010.